# Adolf Ruthardt

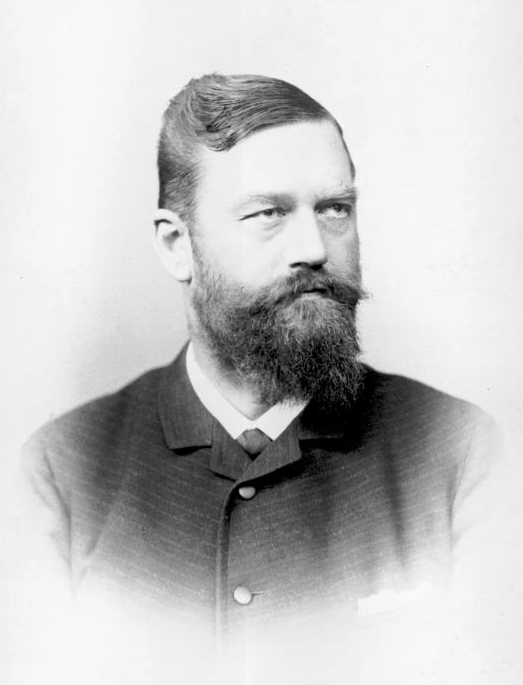
Adolf Ruthardt.

Adolf Ruthardt, född 9 februari 1849 i Stuttgart, död 12 september 1934 i Leipzig, var en tysk tonsättare, musikpedagog och musikförfattare.
Ruthardt var under en följd av år bosatt i Genève och var därefter 1886–1914 lärare i pianospel vid Leipzigs musikkonservatorium. Vid sidan av sin lärar- och tonsättarverksamhet (främst kammarmusik) framträdde han som musikförfattare med Das Klavier, ein geschichtlicher Abriss, Chormeisterbüchlein och en nyutgåva av Johann Carl Eschmanns Wegweiser durch die Klavierlitteratur) samt som utgivare av äldre pianomusik.